# Вечеря в Емаусі (Караваджо, Мілан)
Вечеря в Емаусі (1606) — картина італійського майстра Караваджо, що зберігається в Пінакотеці Брера (Сала XXIX) в Мілані (Італія).

## Опис
На думку ранніх біографів Караваджо Джуліо Манчіні та Джованні Беллорі картину було створено для колекції Маркезе Патріці 1624 року та, можливо, за його замовленням. За іншою версією картина була написана протягом кількох місяців після травня 1606 року, коли художник переховувався в маєтках принца Марціо Колонни після смерті Рануччо Томассоні (див. статтю Караваджо), хоча вона, можливо, також була написана в Римі на початку цього ж року — дружина корчмара схожа на модель святої Анни у «Мадонні з немовлям» зі святою Анною" 1605 року. Хоча враховуючи майже повне відлуння пози і освітлення, вона, можливо, була зроблена з пам'яті.

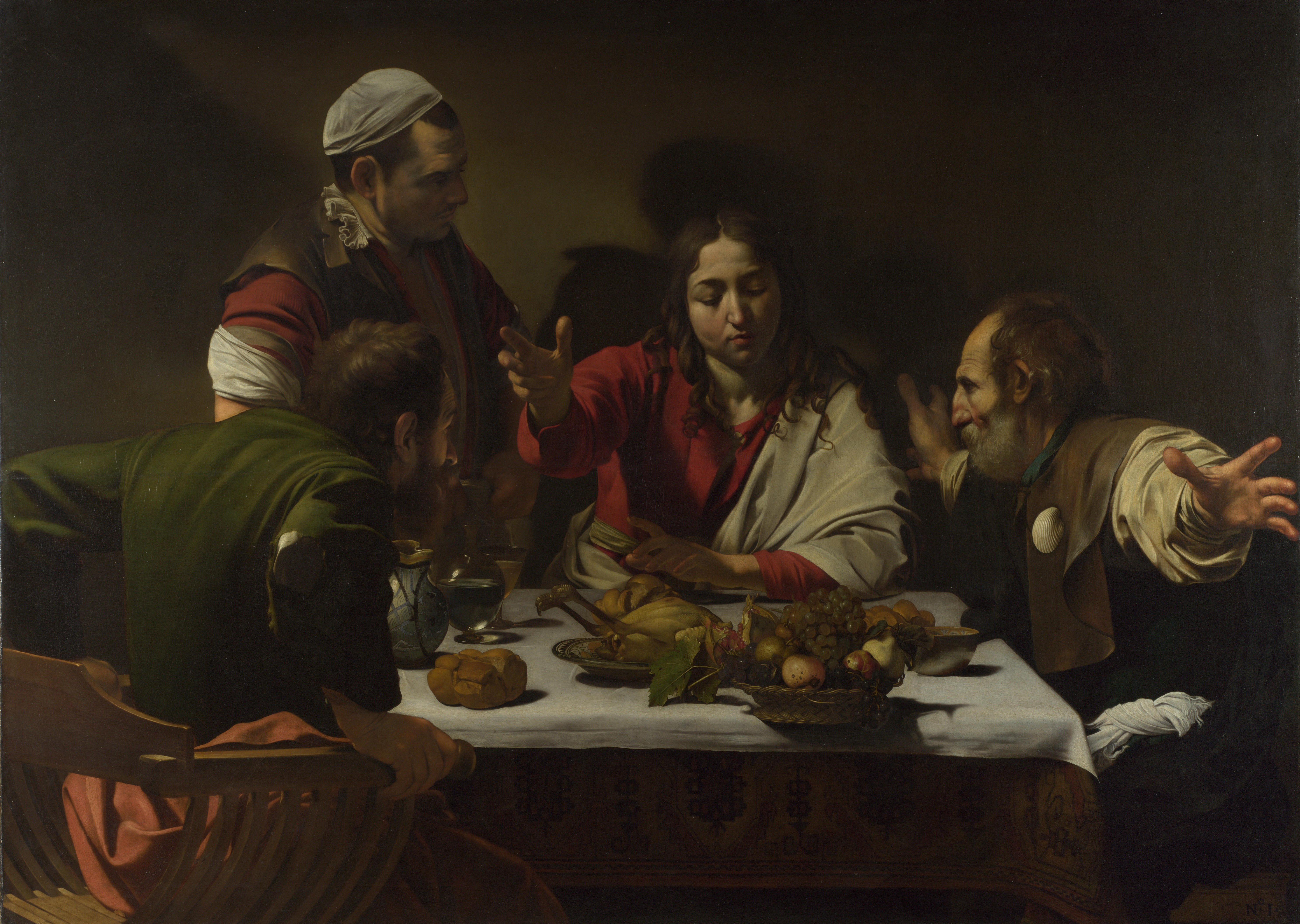
Вечеря в Емаусі. 1601. Національна галерея, Лондон

Картина неминуче спонукає до порівняння з версією того самого сюжету в Національній галереї: експансивні театральні жести стали стриманими та природними, тіні затемнені, а кольори приглушені, але все ще насичені. Ефект полягає в тому, щоб підкреслити присутність більше, ніж драматизм. Деякі деталі — вухо учня праворуч, права рука дружини власника корчми — залишаються погано намальованими, але є плавність у поводженні з фарбою, яка мала посилюватися в післяримських роботах Караваджо, оскільки його мазок ставав дедалі більш популярним. Можливо, у художника виникли проблеми з опрацюванням композиції — дружина корчмаря виглядає як доповнення в останню хвилину. Ні вона, ні власник корчми не згадуються в Євангелії від Луки 24:28-32, але були введені художниками епохи Відродження, щоб продемонструвати контраст, коли двоє учнів упізнають воскреслого Христа.

## Великі кредити
З 5 червня по 31 серпня 2013 року «Вечеря в Емаусі» була виставлена в Музеї мистецтв і ремесел у Загребі як вітальний подарунок італійського уряду з нагоди приєднання Хорватії до ЄС 1 червня 2013 року.
У березні 2014 року «Вечеря в Еммаусі» була позичена гонконгським The Asia Society для виставки під назвою «Світло і тіні — Караваджо • Майстер італійського бароко». Товариство також організувало експозицію інших творів мистецтва та заходи для популяризації виставки в Парк Корт, Pacific Place, яка тривала з 12 березня по 13 квітня 2014 року